# Tylophora augustiniana
Tylophora augustiniana là một loài thực vật có hoa trong họ La bố ma. Loài này được (Hemsl.) Craib miêu tả khoa học đầu tiên năm 1911.